# Weiss Manfréd Acél- és Fémművek
A Weiss Manfréd Acél- és Fémművek a 20. század első felének kiemelkedő magyar nagyüzeme volt Csepelen, az első világháború idején az Osztrák–Magyar Monarchia második legnagyobb hadiüzeme. Alapító tulajdonosa a pesti születésű, zsidó származású Weiss Manfréd gyáros volt.

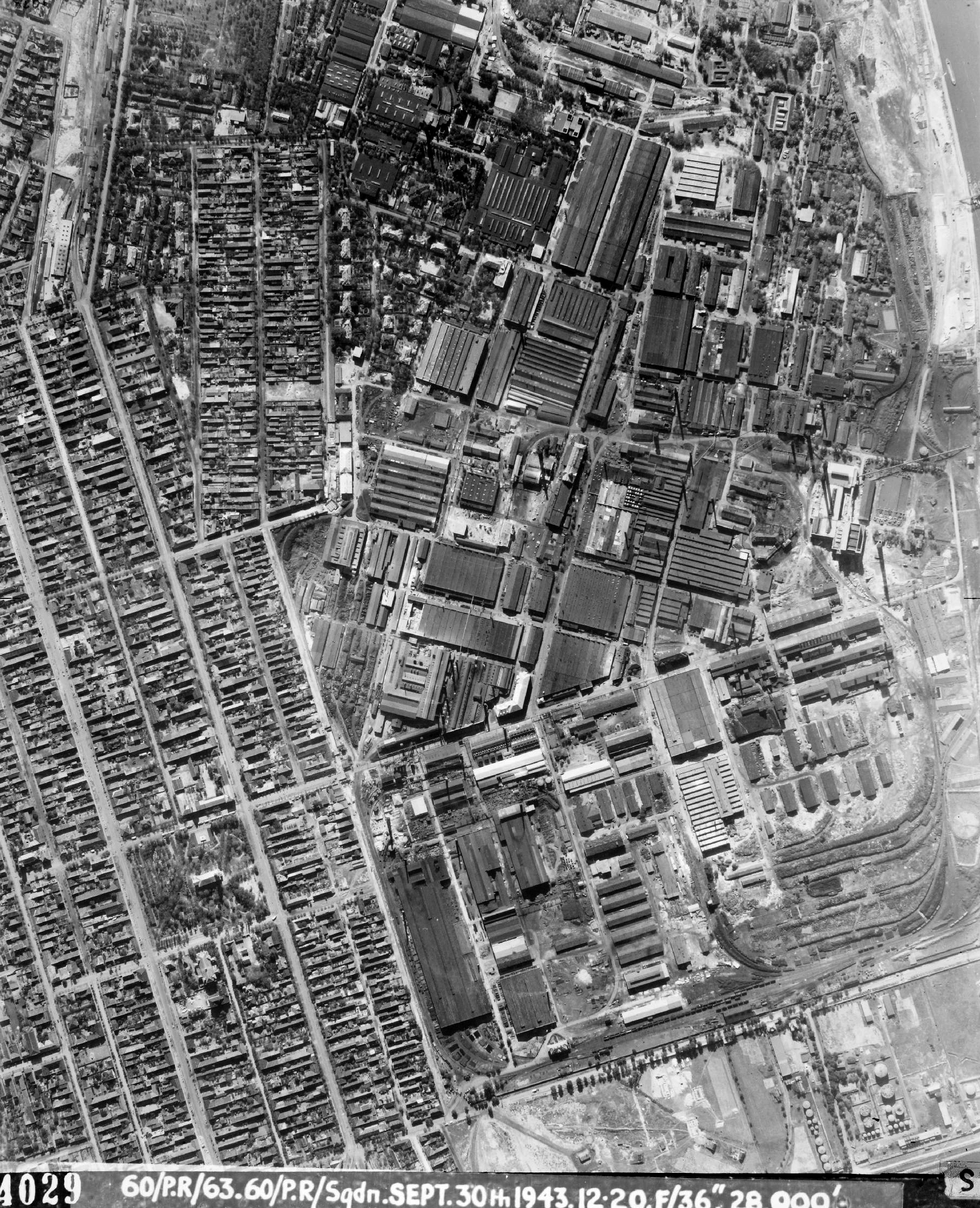
Csepel központja és a Weiss Manfréd Acél- és Fémművek (1943)

## Története
Elődjét, a Weiss-konzervgyárat eredetileg a VI. kerületi Lövölde téren hozta létre Weiss Manfréd és bátyja, Bertold, 1882-ben, Weiss Berthold és Manfréd Első Magyar Conserv Gyár néven. Pár hónap múlva áttelepültek a Soroksári útra A gyár 1886-tól tölténytárakat, majd lőszereket is előállított. 
1892-ben a Weiss Manfréd Lőszergyár az akkor még alig beépített Csepelre költözött, miután az üzemben robbanás történt. Négy évvel később Weiss Bertold kilépett. A csepeli telepet nevezzük Weiss Manfréd Acél- és Fémműveknek. Az 1890-es évek végére Weiss Manfréd kohóval, öntödével, hengerdével, még később acélművel egészítette ki az üzemet.
A fő megrendelő a hadsereg volt. Az első világháború éveiben a gyár dolgozóinak létszáma közel 30 ezerre duzzadt, a háború után azonban hatezer alá apadt. A háború befejezésekor a Weiss-műveknek 28 ezer munkása volt, 250 hektáron elterülő gyártelepe 216 épületből állt. Ekkoriban több tízmillió darab lőszert gyártottak Lengyelországnak, aki azt magyar hadisegélyként kapta, és a lengyel–szovjet háborúban használta fel. Később a román megszállók elhurcolták a gyár berendezéseit, a termelés visszaesett.
A háború után a gyár átállt a szerszámgépek, varrógépek, tűzhelyek és kerékpárok építésére. Később autó- és repülőgépgyártásba is belefogtak. Az 1920-as évek elején a Weiss-művek a Witkoviczi Acélművekkel együttműködve meghonosította Csepelen a csőgyártást. Miután Weiss Manfréd 1922-ben meghalt, a gyár vezetését fiai és egyik veje folytatták. 1929-ig a tű-, bergmanncső-, a kályha- és a tűzhelygyártást is megszervezték. Az évtized vége felé indult meg a repülőgépmotor-, kerékpár (Csepel kerékpár), varrógép- és traktorgyártás is. Kétütemű autómotorokat is kikísérleteztek, de a gyártás nem valósult meg. Az új gyártási ágak beindításához több külföldi licencet szereztek be, a repülőgépgyártáshoz a Gnome-Rhône, a Heinkel, a Fokker és a Caproni, a kerékpárgyártáshoz a Puch, a varrógépekhez a Pfaff licenceit.
Az értékesítésre kiterjedt hálózatot hoztak létre. Megalapították az Agrár-, Ferró-, Metalló- és Termo-Globus kereskedelmi vállalatokat. Ezek több fővárosban állandó képviseleteket nyitottak és Európa, Afrika és Ázsia nagyobb városaiban bizományosi hálózatot működtettek. A Weiss-műveknek még bérelt tengerjáró szállítóhajója is volt.
Az 1930-as évek közepén a gyár már 15 ezer embert foglalkoztatott.
A második világháború idején a WM harckocsikat és terepjárókat is előállított, valamint Me 210 típusú repülőgépekhez is gyártottak DB 605 típusú repülőgépmotorokat. A bombázások idején az üzem nagy károkat szenvedett.

### Története a Weiss-család után
1944-ben, a német megszálláskor a tulajdonosokat a németek letartóztatták és a gyár vezetését 25 évre az SS vette át. 
Magyarország 1944. márciusi német megszállását követően a Weiss Manfréd üzemeket számos  bombatámadás érte. A Dunai Repülőgépgyár telepe üzemképtelenné vált négy bombatámadás következtében. A csepeli gyárat ért hét támadás következtében a fémüzemek nagy része súlyosan károsodott, a rézelektrolízis-üzem leégett, míg a repülőgép-, traktor- és zománcgyár szintén megsemmisült.
A második világháború alatt szenvedett károk kijavítása, a termelés folytatása nagy erőfeszítéseket igényelt. A gyárnak nemcsak a hazai szükségleteket  kellett kielégítenie, hanem háborús jóvátételre is gépeket kellett termelnie, a megszálló szovjet hadsereget is  el kellett látnia  járműalkatrészekkel. 1947-ben a gyár termelésének 90 százaléka háborús jóvátétel volt. Az üzemet 1946-ban állami felügyelet alá helyezték, ekkor a Weiss-Chorin-család tulajdonjoga még nem szűnt meg, de már felszámolták a WM Repülőgép- és Motorgyár RT-t. 1948-ban ténylegesen államosították, a neve WM Acél- és Fémművek Nemzeti Vállalat lett. 1948-1950 között a gyár vezérigazgatójának a mérnök Bíró Ferencet (1904-2006), Rákosi Mátyás öccsét nevezték ki.

## Filmfelvételek
- Weiss Manfréd Művek – Youtube.com

## Külső hivatkozások
- Weiss Manfréd Acél- és Fém Műve, hvg.hu-cikk
- Magyarok Monte-Carlóban – Weiss Manfréd kisautó
- Budapest ostroma 1944-45 (Weiss Manfréd gyártelep) Archiválva 2020. február 6-i dátummal a Wayback Machine-ben